# الحمراء (حزم العدين)

تعديل مصدري - تعديل

الحمراء هي إحدى قرى عزلة بني وائل بمديرية حزم العدين التابعة لمحافظة إب، بلغ تعداد سكانها 416 نسمة حسب تعداد اليمن لعام 2004.